# Neujahrskonzert der Wiener Philharmoniker 2024
Das Neujahrskonzert der Wiener Philharmoniker 2024 war das 84. Neujahrskonzert der Wiener Philharmoniker und fand am 1. Jänner 2024 im Wiener Musikverein statt. Dirigent war zum zweiten Mal Christian Thielemann, der das Konzert zuvor 2019 geleitet hatte.

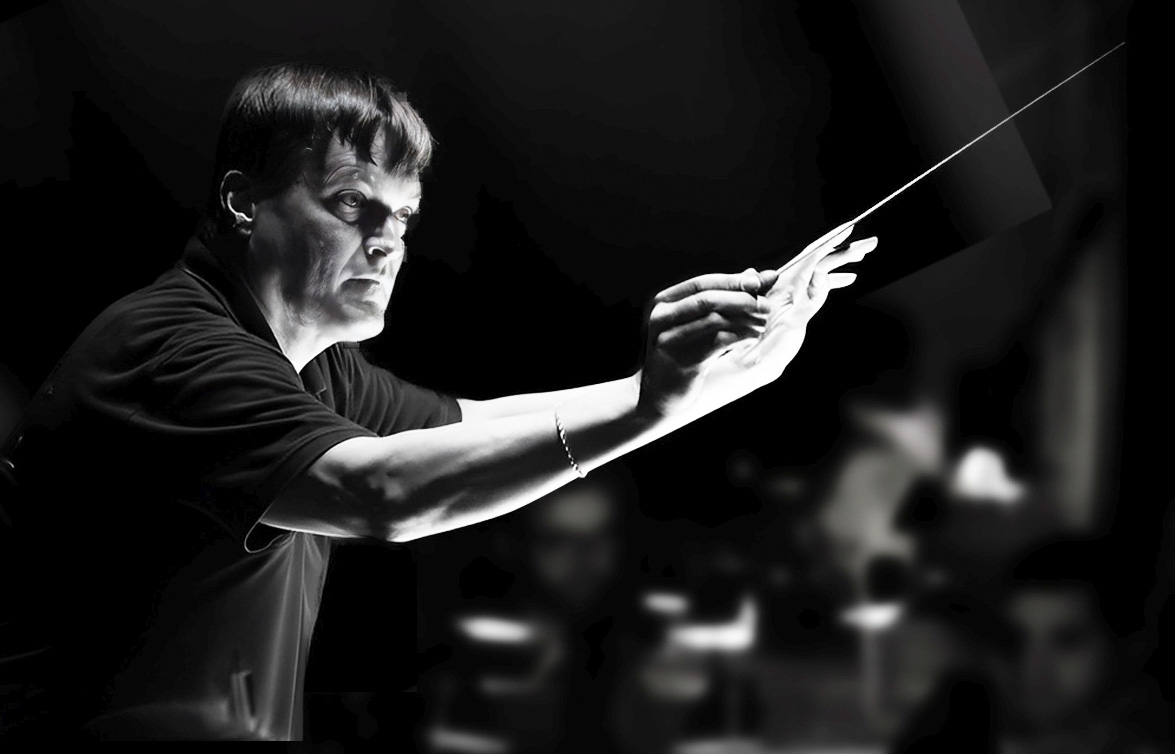
Christian Thielemann (2015)

## Besonderheiten

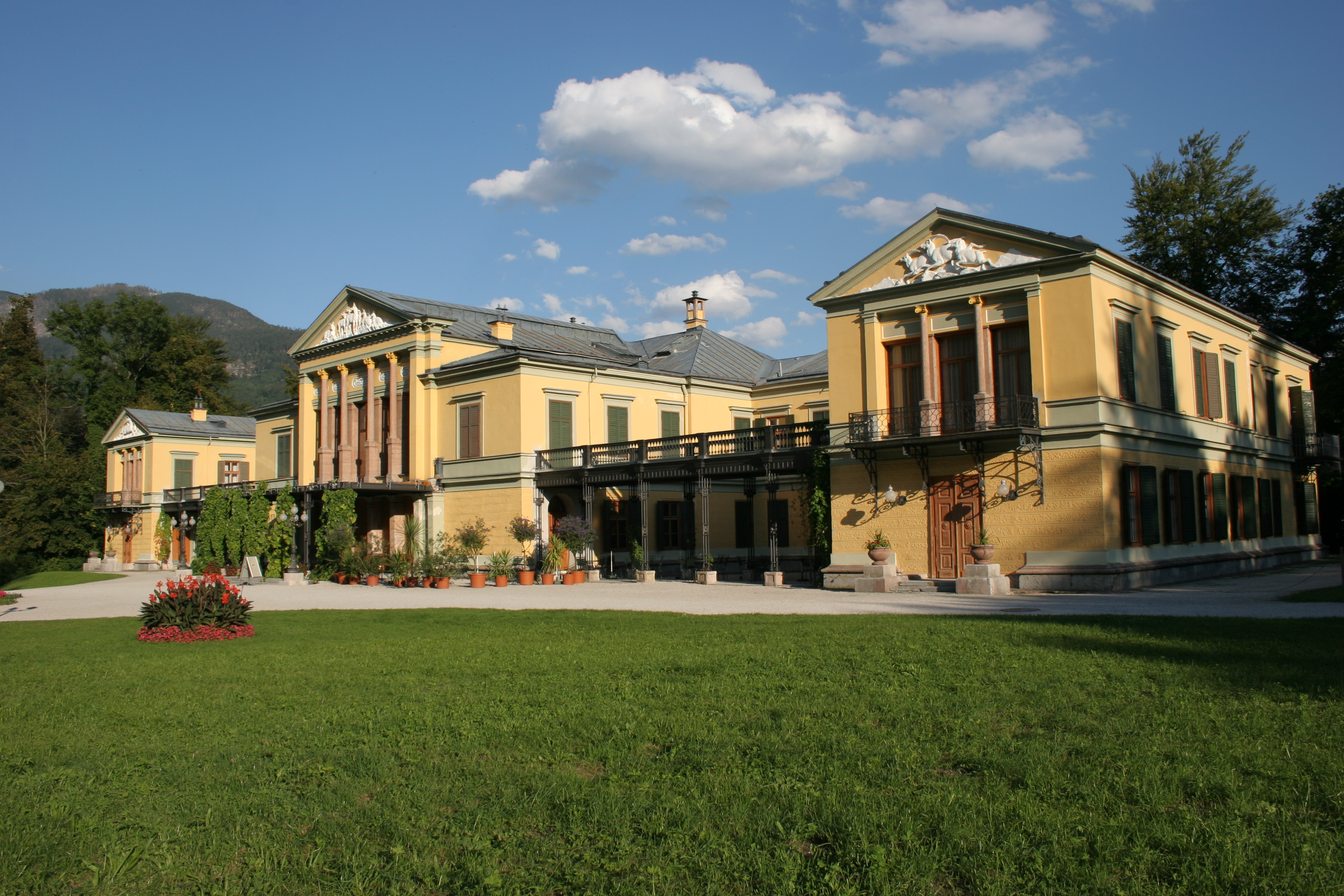
Einer der Drehorte: Die Kaiservilla Bad Ischl

Unter der Regie von Michael Beyer, der zum elften Mal für die Umsetzung der Ballettproduktion sowie zum achten Mal für die Konzertübertragung verantwortlich zeichnet, wurden im Sommer 2023 zwei Tanzeinlagen mit dem Wiener Staatsballett filmisch in Szene gesetzt. Für die Choreografie zeichnete zum vierten Mal nach 2012, 2015 und 2018 Davide Bombana verantwortlich, die Ballettkostüme entwarf zum ersten Mal Susanne Bisovsky für ein Neujahrskonzert.
Die Dreharbeiten zum Ischler Walzer fanden anlässlich des Projektes Kulturhauptstadt Europas Bad Ischl Salzkammergut 2024 unter anderem in der Kaiservilla Bad Ischl sowie im Marmorschlössl in Bad Ischl mit den Solisten Ketevan Papava und Eno Peçi statt. Zum Walzer Wiener Bürger von Carl Michael Ziehrer entstanden auf der Schloss Rosenburg im nördlichen Waldviertel Aufnahmen zur zweiten Tanzeinlage mit fünf Paaren.
Es tanzten Olga Esina, Ketevan Papava, Kang Hyo-jung, Ioanna Avraam, Elena Bottaro sowie Brendan Saye, Eno Peçi, Masayu Kimoto, Giorgio Fourés und Zsolt Török.
Unter den Besuchern des Konzertes waren unter anderem Pamela Rendi-Wagner, Heinz Fischer, Helga Rabl-Stadler, Ursula Plassnik und Peter Launsky-Tieffenthal sowie Bundeskanzler Karl Nehammer mit Anton Mattle und Arno Kompatscher und Bundespräsident Alexander Van der Bellen, Doris Schmidauer, Klaudia Tanner, Rudolf Striedinger, Johannes Hahn, Susanne Riess-Hahn, Martin Kocher, Magnus Brunner und Norbert Totschnig.
Die Neujahrskonzertspende in Höhe von 100.000 Euro ging an ein Umweltschutzprojekt des Verbandes Alpiner Vereine Österreichs.
Die Kultursprecherin der Grünen Eva Blimlinger stieß zum Jahreswechsel eine Diskussion auf X an, ob Militärmärsche wie der Radetzky-Marsch in Zeiten, wo ein paar hundert Kilometer weiter Krieg ist, zum Neujahrskonzert passen.

## Programm
Das Programm wurde am 10. Oktober 2023 bekanntgegeben. Anlässlich des 200. Geburtstages wurde erstmals ein Werk Anton Bruckners aufgeführt. Insgesamt wurden neun Werke erstmals im Rahmen eines Neujahrskonzertes der Wiener Philharmoniker aufgeführt.

### 1. Teil
- Karl Komzák: Erzherzog-Albrecht-Marsch, op. 136 *
- Johann Strauss (Sohn): Wiener Bonbons, Walzer, op. 307
- Johann Strauss (Sohn): Figaro-Polka, Polka française, op. 320 *
- Joseph Hellmesberger junior: Für die ganze Welt, Walzer *
- Eduard Strauß: Ohne Bremse, Polka schnell, op. 238

### 2. Teil
- Johann Strauss (Sohn): Ouvertüre zur Operette Waldmeister
- Johann Strauss (Sohn): Ischler Walzer, Nachgelassener Walzer Nr. 2 *
- Johann Strauss (Sohn): Nachtigall-Polka, op. 222 *
- Eduard Strauß: Die Hochquelle, Polka mazur, op. 114 *
- Johann Strauss (Sohn): Neue Pizzicato-Polka, op. 449
- Joseph Hellmesberger junior: Estudiantina-Polka aus dem Ballett Die Perle von Iberien *
- Carl Michael Ziehrer: Wiener Bürger, Walzer, op. 419
- Anton Bruckner: Quadrille, WAB 121 (Orchestrierung Wolfgang Dörner) *
- Hans Christian Lumbye: Glædeligt Nytaar! Galopp *
- Josef Strauss: Delirien, Walzer, op. 212

### Zugaben
- Josef Strauss: Jokey-Polka, Polka schnell, op. 278[11]
- Johann Strauss (Sohn): An der schönen blauen Donau, Walzer, op. 314
- Johann Strauss (Vater): Radetzky-Marsch, op. 228

Mit * gekennzeichnete Werke standen erstmals in einem Programm eines Neujahrskonzertes.

## Besetzung (Auswahl)
- Christian Thielemann, Dirigent
- Wiener Philharmoniker
- Albena Danailova, Daniel Froschauer, Violine
- Karin Bonelli, Flöte
- Andrea Götsch, Gregor Hinterreiter, Klarinette
- Anneleen Lenaerts, Harfe

## Pausenfilm

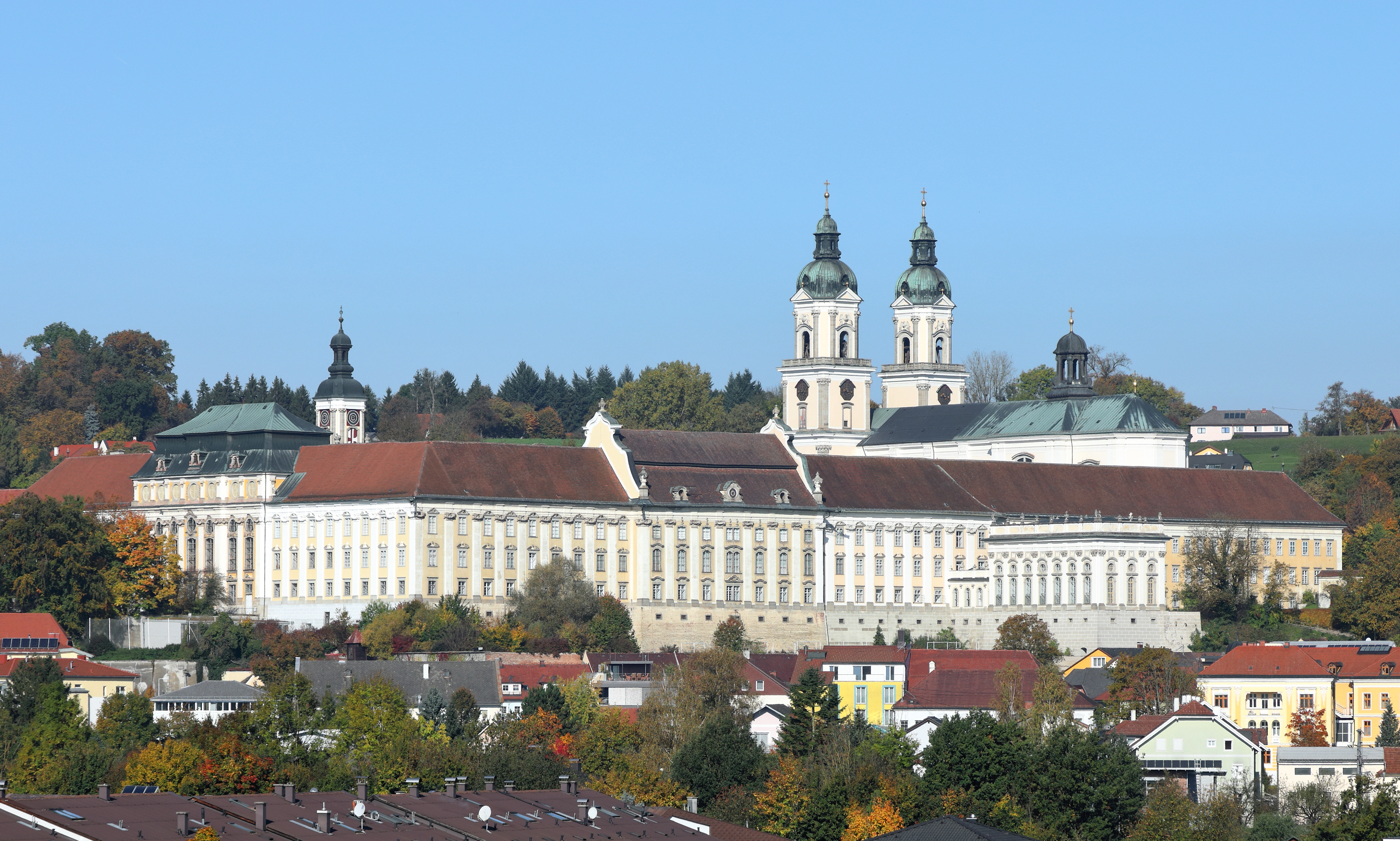
Einer der Drehorte: Das Stift Sankt Florian

Der Pausenfilm von Felix Breisach unter dem Titel Anton Bruckner – Eine Entdeckungsreise (A Journey of Discovery) widmet sich anlässlich dessen 200. Geburtstages dem Komponisten Anton Bruckner.
Die rund 24-minütige Produktion folgt den wichtigsten Lebensstationen Bruckners. Gedreht wurde unter anderem im Stift Sankt Florian, wo Brucker Sängerknabe, Organist und Lehrer war und bestattet wurde. Weitere Drehorte waren in Linz die Anton Bruckner Privatuniversität, das Ars Electronica Center, das Schulmuseum Bad Leonfelden sowie am Pöstlingberg, außerdem in Ansfelden, Windhaag, Bad Ischl, am Traunsee und in Wien. Musiziert wird von der Organistin Ines Schüttengruber, der Vienna Brass Connection und verschiedenen Ensembles der Wiener Philharmoniker, als Hauptprotagonisten fungieren zwei St. Florianer Sängerknaben. Im Film wirkt auch der Trachtenverein D’Ischler mit.

### Musik
Kompositionen von Anton Bruckner
- Nachspiel in d-Moll, WAB 126
  - Ines Schüttengruber, Orgel

- Finale aus der 8. Sinfonie in c-Moll, WAB 108
  - Arrangement für Bläser und Schlagwerk von Manuel Egger
  - Vienna Brass Connection, Dirigent Johannes Kafka
  - Stefan Haimel, Daniel Schinnerl-Schlaffer, Christian Hollensteiner, Gerhard Berndl, Michael Schwaighofer, Thomas Bachmair, Johannes Moritz (Trompete)
  - Manuel Huber, Peter Dorfmayr, Michael Stückler, Klaus Leherbauer, Wolfgang Lintner (Horn)
  - Josef Reif, Manuel Egger, Thomas Steinwender, Lars M. Stransky (Horn / Tuba)
  - Dietmar Küblböck, Martin Riener, Stefan Obmann, Raphael Stieger, Christian Winter (Posaune)
  - Christian Poitinger (Bassposaune)
  - Christoph Gigler, Matthias Haslinger (Tuba)
  - Patrick Prammer (Pauke)
  - Georg Hasibeder, Leonhard Königseder, Lea Feichtenschlager (Schlagwerk)
  - Johannes Kafka (Dirigent)

- Ecce sacerdos magnus in a-Moll, WAB 013
  - Bearbeitung für 6 Kontrabässe von Christoph Wimmer-Schenkel
  - Christoph Wimmer-Schenkel, Valerie Schatz, Carlos Aguilar Vargas, Elias Mai, Jan Georg Leser, Iztok Hrastnik (Kontrabass)

- Landler – Tanzmusik aus Windhaag bei Freistadt
  - Olesya Kurylyak, Milan Šetena (Violine)
  - Jȩdrzej Górski (Kontrabass)

- Streichquintett in F-Dur, WAB 112
  - Jun Keller, Petra Kovačič (Violine)
  - Daniela Ivanova, Christoph Hammer (Viola)
  - Bernhard Naoki Hedenborg (Violoncello)

- 3. Sinfonie in d-Moll, WAB 103, 3. Satz
  - Wiener Philharmoniker, Dirigent Christian Thielemann

- Locus iste, WAB 023
  - St. Florianer Sängerknaben, Dirigent Markus Stumpner

## Übertragung
Für die 66. ORF-Übertragung zeichnete zum achten Mal Michael Beyer verantwortlich, zum Einsatz kamen fünfzehn HD-Kameras. Die Moderation für den ORF übernahm zum zweiten Mal Teresa Vogl. Die ORF-Bilder wurden von rund 100 Ländern übernommen.
Im Hörfunk wurde das Konzert von Österreich 1 übertragen, sowie von der Mehrzahl der deutschsprachigen öffentlichen-rechtlichen Sendern der ARD übernommen, dazu zählen unter anderem die Kultursender BR-Klassik, hr2-kultur, MDR Klassik, NDR Kultur, rbbKultur, SR 2 Kulturradio, SWR2 und WDR 3. In der Fernseh-Pause wurde anstelle des Pausenfilms ein vorab aufgezeichnetes Interview gesendet. Dieses Mal war der Bildregisseur Michael Beyer im „Intermezzo“ zu hören.
In Österreich verfolgten durchschnittlich 1,11 Millionen Zuschauer den reichweitenstärkeren zweiten Konzertteil, der Marktanteil betrug 57 Prozent. Der Pausenfilm erreichte im Schnitt 1,0 Millionen Zuseher und einen Marktanteil von 58 Prozent. Laut Bericht der Europäischen Rundfunkunion (European Broadcasting Union, EBU) sahen im europäischen Raum durchschnittlich 18,3 Millionen Seher in 38 Ländern das Konzert 2024.

## Aufnahmen
Die Audio-Doppel-CD dieses Konzertes wurde am 12. Jänner 2024 veröffentlicht und zählt in Österreich zu den meistverkauften Alben des Jahres 2024. DVD und Blu Ray-Disc erschienen am 26. Jänner 2024.